# Mullaitivu
Mullaitivu (Singalees: Mulativ; Tamil: Mullaittīvu) is een plaats in Sri Lanka en is de hoofdplaats van het district Mullaitivu.
In 2004 werd de plaats getroffen door de tsunami als gevolg van de zeebeving in de Indische Oceaan.